# Aliste
Der Aliste ist ein rechter Nebenfluss des Esla und etwa 60 km lang. Er entspringt im südlichen Teil der spanischen Gebirgskette Sierra de la Culebra in der Nähe der Ortschaft San Pedro de las Herrerías auf ungefähr 1100 Metern. Danach führt sein Verlauf stets in südöstliche Richtung durch mehrere kleine Ortschaften. Fünf Kilometer östlich von Videmala mündet er schließlich in den Esla, der an diesem Ort bereits durch den Ricobayo-Damm aufgestaut ist. Die Wassermenge des Flusses variiert zwischen Sommer und Winter sehr stark. Im Winter erhält er viel Wasser von seinen kleinen Nebenflüssen, in heißen Sommern entwickelt er sich hingegen im Oberlauf zu einem kleinen Rinnsal.